# Пуенте де Арседијано (Гвадалахара)
Пуенте де Арседијано (шп. Puente de Arcediano) насеље је у Мексику у савезној држави Халиско у општини Гвадалахара. Насеље се налази на надморској висини од 1000 м.

## Становништво
Према подацима из 2005. године у насељу је живело 8 становника.

### Хронологија
| Година       | 2000         | 2005 |
| ------------ | ------------ | ---- |
| Становништво | 71 (36 / 35) | 8    |

### Попис
| # | Индикатор                        | Вредност |
| - | -------------------------------- | -------- |
| 1 | Укупно појединачних домаћинстава | 2        |